# Khurkot
Khurkot – gaun wikas samiti w zachodniej części Nepalu w strefie Dhawalagiri w dystrykcie Parbat. Według nepalskiego spisu powszechnego z 2001 roku liczył on 858 gospodarstw domowych i 4088 mieszkańców (2236 kobiet i 1852 mężczyzn).